# Tornei di tennis maschili nel 1936
Prima della nascita della cosiddetta "Era Open" del tennis, ossia l'apertura ai tennisti professionisti dei tornei che prima di quell'anno erano riservati ai tennisti dilettanti. Nel 1936 i tornei si distinguevano in pro e amatoriali: ai primi potevano partecipare solo i giocatori professionisti, mentre ai secondi potevano partecipare solo i tennisti dilettanti. Tutti i tornei più importanti erano amatoriali tra questi c'erano i tornei del Grande Slam: gli Australian Championships, gli Internazionali di Francia, il Torneo di Wimbledon e gli U.S. National Championships.

## Calendario

### Legenda
| Tornei amatoriali       |
| Tornei professionistici |

### Gennaio
| Settimana  | Torneo                                                                              | Vincitore                                         | Finalista                    | Semifinalisti | Eliminati ai quarti |
| ---------- | ----------------------------------------------------------------------------------- | ------------------------------------------------- | ---------------------------- | ------------- | ------------------- |
| gennaio    | Monegasque Championships 1936 Monte Carlo, Principato di Monaco Singolare - Doppio  | Gaston Medecin 8-10 6-4 6-4 2-6 6-2               | Vladimir Landau              |               |                     |
| gennaio    | Monegasque Championships 1936 Monte Carlo, Principato di Monaco Singolare - Doppio  |                                                   |                              |               |                     |
| gennaio    | Beausite First Meeting 1936 Cannes, Francia Singolare - Doppio                      | Vladimir Landau 6-4 6-3 6-3                       | Edmond Lotan                 |               |                     |
| gennaio    | Beausite First Meeting 1936 Cannes, Francia Singolare - Doppio                      |                                                   |                              |               |                     |
| gennaio    | East of India Championships 1936 Calcutta, India Singolare - Doppio                 | Ladislav Hecht 2-6 3-6 6-4 6-1 5-5 ritiro         | Roderick Menzel              |               |                     |
| gennaio    | East of India Championships 1936 Calcutta, India Singolare - Doppio                 |                                                   |                              |               |                     |
| gennaio    | German Covered Court Championships 1936 Brema, Germania Singolare - Doppio          | Max Ellmer 6-4 1-6 6-2 6-4                        | Josip Pallada                |               |                     |
| gennaio    | German Covered Court Championships 1936 Brema, Germania Singolare - Doppio          |                                                   |                              |               |                     |
| 4 gennaio  | New Zealand Championships 1936 Wellington, Nuova Zelanda Singolare - Doppio         | Vivian McGrath 5-7 10-8 7-5 6-0                   | Eskell D. Andrews            |               |                     |
| 4 gennaio  | New Zealand Championships 1936 Wellington, Nuova Zelanda Singolare - Doppio         | Donald G. France Norman G. Sturt                  |                              |               |                     |
| 4 gennaio  | Sugar Bowl Invitation 1936 New Orleans, USA Singolare - Doppio                      | Arthur Hendrix 6-4 1-6 9-7 6-1                    | Wilmer Allison               |               |                     |
| 4 gennaio  | Sugar Bowl Invitation 1936 New Orleans, USA Singolare - Doppio                      |                                                   |                              |               |                     |
| 12 gennaio | Miami-Biltimore Championships 1936 Coral Gables, USA Singolare - Doppio             | Charles Russell Harris 6-4 6-0 2-6 6-2            | Arthur H. Hendrix            |               |                     |
| 12 gennaio | Miami-Biltimore Championships 1936 Coral Gables, USA Singolare - Doppio             |                                                   |                              |               |                     |
| 18 gennaio | Northern California Indoor Championships 1936 San Francisco, USA Singolare - Doppio | Walter Senior 6-4 6-1 6-3                         | Gilbert Hall                 |               |                     |
| 18 gennaio | Northern California Indoor Championships 1936 San Francisco, USA Singolare - Doppio |                                                   |                              |               |                     |
| 18 gennaio | British Colonial Tournament 1936 Nassau, Bahamas Singolare - Doppio                 | Ricardo Morales 7-5 5-7 6-1 6-1                   | Bryan Grant                  |               |                     |
| 18 gennaio | British Colonial Tournament 1936 Nassau, Bahamas Singolare - Doppio                 |                                                   |                              |               |                     |
| 18 gennaio | Dixie Championships 1936 Tampa, USA Singolare - Doppio                              | Bryan Grant 6-2 6-2 7-5                           | Martin Buxby                 |               |                     |
| 18 gennaio | Dixie Championships 1936 Tampa, USA Singolare - Doppio                              |                                                   |                              |               |                     |
| 25 gennaio | Torneo di Orlando 1936 Orlando, USA Singolare - Doppio                              | Charles Russell Harris                            | Gardnar Mulloy               |               |                     |
| 25 gennaio | Torneo di Orlando 1936 Orlando, USA Singolare - Doppio                              |                                                   |                              |               |                     |
| 25 gennaio | Brooklyn Indoor 1936 New York, USA Singolare - Doppio                               | Leonard Hartman 6-4 6-1 6-4                       | William Cram Thompson        |               |                     |
| 25 gennaio | Brooklyn Indoor 1936 New York, USA Singolare - Doppio                               |                                                   |                              |               |                     |
| 27 gennaio | Gallia Club Championships 1936 Cannes, Francia Terra rossa Singolare - Doppio       | Jacques Brugnon 6-1 6-1                           | Herman von Artens            |               |                     |
| 27 gennaio | Gallia Club Championships 1936 Cannes, Francia Terra rossa Singolare - Doppio       |                                                   |                              |               |                     |
| 27 gennaio | Australian Championships 1936 Adelaide, Australia Erba Singolare - Doppio           | Adrian Quist 6-2 6-3 4-6 3-6 9-7                  | Jack Crawford                |               |                     |
| 27 gennaio | Australian Championships 1936 Adelaide, Australia Erba Singolare - Doppio           | Adrian Quist Don Turnbull 6-8, 8-2, 6-1, 3-6, 6-2 | Jack Crawford Vivian McGrath |               |                     |

### Febbraio
| Settimana   | Torneo                                                                     | Vincitore                               | Finalista          | Semifinalisti | Eliminati ai quarti |
| ----------- | -------------------------------------------------------------------------- | --------------------------------------- | ------------------ | ------------- | ------------------- |
| febbraio    | French Covered Court Championships 1936 Parigi, Francia Singolare - Doppio | Jean Borotra 8-6 8-6 6-2                | Bernard Destremeau |               |                     |
| febbraio    | French Covered Court Championships 1936 Parigi, Francia Singolare - Doppio | Marcel Bernard Jean Borotra             |                    |               |                     |
| febbraio    | All India Championships 1936 Allahabad, India Singolare - Doppio           | Roderick Menzel 6-4 6-2 7-5             | Georg von Metaxa   |               |                     |
| febbraio    | All India Championships 1936 Allahabad, India Singolare - Doppio           |                                         |                    |               |                     |
| 3 febbraio  | Carlton Club Championships 1936 Cannes, Francia Singolare - Doppio         | André Martin Legeay 2-6 6-2 6-2 2-6 6-4 | Jacques Brugnon    |               |                     |
| 3 febbraio  | Carlton Club Championships 1936 Cannes, Francia Singolare - Doppio         |                                         |                    |               |                     |
| 10 febbraio | South of France Championships 1936 Nizza, Francia Singolare - Doppio       | Jean Le Sueur 6-4 6-4 3-6 6-3           | William Robertson  |               |                     |
| 10 febbraio | South of France Championships 1936 Nizza, Francia Singolare - Doppio       |                                         |                    |               |                     |
| 17 febbraio | Torneo di Beaulieu 1936 Beaulieu-sur-Mer, Francia Singolare - Doppio       | Jacques Brugnon 7-5 6-1 6-3             | Jean Le Sueur      |               |                     |
| 17 febbraio | Torneo di Beaulieu 1936 Beaulieu-sur-Mer, Francia Singolare - Doppio       |                                         |                    |               |                     |
| 24 febbraio | Monte Carlo Cup 1936 Monte Carlo, Monte Carlo Singolare - Doppio           | Gottfried von Cramm 4-6 4-6 7-5 6-4 7-5 | Henner Henkel      |               |                     |
| 24 febbraio | Monte Carlo Cup 1936 Monte Carlo, Monte Carlo Singolare - Doppio           |                                         |                    |               |                     |
| 26 febbraio | Metropolitan Indoor 1936 New York, USA Singolare - Doppio                  | Leonard Hartman                         | Preston            |               |                     |
| 26 febbraio | Metropolitan Indoor 1936 New York, USA Singolare - Doppio                  |                                         |                    |               |                     |

### Marzo
| Settimana | Torneo                                                                            | Vincitore                                  | Finalista                 | Semifinalisti | Eliminati ai quarti |
| --------- | --------------------------------------------------------------------------------- | ------------------------------------------ | ------------------------- | ------------- | ------------------- |
| Marzo     | Italian Riviera Championships 1936 San Remo, Italia Singolare - Doppio            | Giovanni Palmieri 6-2 6-3 8-6              | Augusto Rado              |               |                     |
| Marzo     | Italian Riviera Championships 1936 San Remo, Italia Singolare - Doppio            |                                            |                           |               |                     |
| Marzo     | South African Championships 1936 Johannesburg, Sudafrica Singolare - Doppio       | Norman Farquharson 6-4 6-4 1-6 6-3         | Bertram                   |               |                     |
| Marzo     | South African Championships 1936 Johannesburg, Sudafrica Singolare - Doppio       |                                            |                           |               |                     |
| 2 marzo   | Riviera Championships 1936 Mentone, Francia Singolare - Doppio                    | Jean Le Sueur 6-2 6-1 5-7 5-7 6-1          | Norcross S. Tilney        |               |                     |
| 2 marzo   | Riviera Championships 1936 Mentone, Francia Singolare - Doppio                    |                                            |                           |               |                     |
| 6 marzo   | Los Angeles Metropolitan Championships 1936 Los Angeles, USA Singolare - Doppio   | Bobby Riggs 6-0 7-5 7-6                    | Orville Scholtz           |               |                     |
| 6 marzo   | Los Angeles Metropolitan Championships 1936 Los Angeles, USA Singolare - Doppio   |                                            |                           |               |                     |
| 7 marzo   | Queen's Covered Court Championships 1936 Londra, Gran Bretagna Singolare - Doppio | Nigel Sharpe 2-6 6-2 4-6 6-0 ritiro        | Daniel Prenn              |               |                     |
| 7 marzo   | Queen's Covered Court Championships 1936 Londra, Gran Bretagna Singolare - Doppio |                                            |                           |               |                     |
| 9 marzo   | Côte d'Azur Championships 1936 Cannes, Francia Singolare - Doppio                 | Josef Siba 6-3 6-8 6-2 ritiro              | Christian Boussus         |               |                     |
| 9 marzo   | Côte d'Azur Championships 1936 Cannes, Francia Singolare - Doppio                 |                                            |                           |               |                     |
| 10 marzo  | US Indoors 1936 New York, USA Singolare - Doppio                                  | Gregory Mangin 6-1 6-3 4-6 6-3             | Leonard Hartman           |               |                     |
| 10 marzo  | US Indoors 1936 New York, USA Singolare - Doppio                                  |                                            |                           |               |                     |
| 12 marzo  | Egyptian International Championships 1936 Il Cairo, Egitto Singolare - Doppio     | Roderick Menzel 8-10 6-4 6-0               | Henner Henkel             |               |                     |
| 12 marzo  | Egyptian International Championships 1936 Il Cairo, Egitto Singolare - Doppio     |                                            |                           |               |                     |
| 14 marzo  | South Australian Championships 1936 Adelaide, Australia Singolare - Doppio        | John Bromwich 6-2, 11-9, 6-1               | Donald Turnball           |               |                     |
| 14 marzo  | South Australian Championships 1936 Adelaide, Australia Singolare - Doppio        |                                            |                           |               |                     |
| 1-6 marzo | Torneo di Cap d'Antibes 1936 Cap d'Antibes, Francia Singolare - Doppio            | Joseph Malecek Josef Siba titolo condiviso |                           |               |                     |
| 1-6 marzo | Torneo di Cap d'Antibes 1936 Cap d'Antibes, Francia Singolare - Doppio            |                                            |                           |               |                     |
| 1-6 marzo | Torneo di Bordighera 1936 Bordighera, Italia Singolare - Doppio                   | Giovanni Palmieri 6-2 6-4 6-4              | Augusto Rado              |               |                     |
| 1-6 marzo | Torneo di Bordighera 1936 Bordighera, Italia Singolare - Doppio                   |                                            |                           |               |                     |
| 23 marzo  | Harrow Hard Court Championships 1936 Herga Club, Gran Bretagna Singolare - Doppio | Colin N.O. Ritchie 6-3 6-8 6-2             | Clarence Medlycott Jones  |               |                     |
| 23 marzo  | Harrow Hard Court Championships 1936 Herga Club, Gran Bretagna Singolare - Doppio |                                            |                           |               |                     |
| 23 marzo  | Bermuda International Championships 1936 Hamilton, Bermuda Singolare - Doppio     | Bryan Grant 6-4 3-6 1-6 6-2 7-5            | Robert D. Murray          |               |                     |
| 23 marzo  | Bermuda International Championships 1936 Hamilton, Bermuda Singolare - Doppio     |                                            |                           |               |                     |
| 23 marzo  | Cannes Championships 1936 Cannes, Francia Singolare - Doppio                      | Fred Perry 6-3 6-4 6-8 6-3                 | Max Ellmer                |               |                     |
| 23 marzo  | Cannes Championships 1936 Cannes, Francia Singolare - Doppio                      |                                            |                           |               |                     |
| 30 marzo  | Cannes Lawn Tennis Club Second Meeting 1936 Cannes, Francia Singolare - Doppio    | Fred Perry 10-8 6-2 4-6 6-3                | Max Ellmer                |               |                     |
| 30 marzo  | Cannes Lawn Tennis Club Second Meeting 1936 Cannes, Francia Singolare - Doppio    |                                            |                           |               |                     |
| 30 marzo  | Canadian Covered Court Championships 1936 Montréal, Canada Singolare - Doppio     | Marsh                                      | non conosciuta (bandiera) |               |                     |
| 30 marzo  | Canadian Covered Court Championships 1936 Montréal, Canada Singolare - Doppio     |                                            |                           |               |                     |

### Aprile
| Settimana | Torneo                                                                                       | Vincitore                             | Finalista          | Semifinalisti | Eliminati ai quarti |
| --------- | -------------------------------------------------------------------------------------------- | ------------------------------------- | ------------------ | ------------- | ------------------- |
| aprile    | Czechoslovakian International Championships 1936 Praga, Cecoslovacchia Singolare - Doppio    | Fred Perry 6-2 6-3 4-6 6-1            | Ladislav Hecht     |               |                     |
| aprile    | Czechoslovakian International Championships 1936 Praga, Cecoslovacchia Singolare - Doppio    |                                       |                    |               |                     |
| aprile    | Campionati Internazionali di Sicilia 1936 Palermo, Italia Singolare - Doppio                 | Giovanni Palmieri 2-6 6-3 4-6 6-2 6-3 | Augusto Rado       |               |                     |
| aprile    | Campionati Internazionali di Sicilia 1936 Palermo, Italia Singolare - Doppio                 |                                       |                    |               |                     |
| aprile    | University Singles 21's 1936 Monte Carlo, Principato di Monaco Singolare - Doppio            | Bernard Destremeau                    | Vivian McGrath     |               |                     |
| aprile    | University Singles 21's 1936 Monte Carlo, Principato di Monaco Singolare - Doppio            |                                       |                    |               |                     |
| aprile    | Hungarian International Championships 1936 Budapest, Ungheria Terra rossa Singolare - Doppio | Otto Szigeti 6-4 6-1 6-4              | Vojtech Vodicka    |               |                     |
| aprile    | Hungarian International Championships 1936 Budapest, Ungheria Terra rossa Singolare - Doppio |                                       |                    |               |                     |
| aprile    | Eastern Mediterranean Championships 1936 Atene, Grecia Singolare - Doppio                    | Franjo Punčec 7-5 6-4 6-1             | Roland Journu      |               |                     |
| aprile    | Eastern Mediterranean Championships 1936 Atene, Grecia Singolare - Doppio                    |                                       |                    |               |                     |
| 6 aprile  | Surrey Hard Court Championships 1936 Roehampton, Gran Bretagna Singolare - Doppio            | Norcross S. Tilney 1-6 6-4 6-3        | Charles Hare       |               |                     |
| 6 aprile  | Surrey Hard Court Championships 1936 Roehampton, Gran Bretagna Singolare - Doppio            |                                       |                    |               |                     |
| 6 aprile  | Nice Lawn Tennis Club Championships 1936 Nizza, Francia Singolare - Doppio                   | Bernard Destremeau 6-1 7-5 6-2        | Paul Féret         |               |                     |
| 6 aprile  | Nice Lawn Tennis Club Championships 1936 Nizza, Francia Singolare - Doppio                   |                                       |                    |               |                     |
| 7 aprile  | River Oaks International Tennis Tournament 1936 Houston, USA Singolare - Doppio              | Bryan Grant 6-1 4-6 6-4 6-0           | Wilmer Allison     |               |                     |
| 7 aprile  | River Oaks International Tennis Tournament 1936 Houston, USA Singolare - Doppio              |                                       |                    |               |                     |
| 8 aprile  | Algeria International Championships 1936 Algeri, Algeria Singolare - Doppio                  | Christian Boussus 5-7 7-5 6-4 4-6 6-2 | Jean Le Sueur      |               |                     |
| 8 aprile  | Algeria International Championships 1936 Algeri, Algeria Singolare - Doppio                  |                                       |                    |               |                     |
| 10 aprile | Tally Ho! Hard Court Championships 1936 Birmingham, Gran Bretagna Singolare - Doppio         | Alan Stedman 6-2 6-1                  | Harry G. Lee       |               |                     |
| 10 aprile | Tally Ho! Hard Court Championships 1936 Birmingham, Gran Bretagna Singolare - Doppio         |                                       |                    |               |                     |
| 11 aprile | Ambassador Invitation 1936 Los Angeles, USA Cemento Singolare - Doppio                       | Bobby Riggs 8-6 6-0 ritiro            | Joseph Hunt        |               |                     |
| 11 aprile | Ambassador Invitation 1936 Los Angeles, USA Cemento Singolare - Doppio                       |                                       |                    |               |                     |
| 13 aprile | Monte Carlo Easter Tournament 1936 Monte Carlo, Monte Carlo Singolare - Doppio               | Valentino Taroni 6-2 5-7 8-6 2-6 7-5  | Paul Féret         |               |                     |
| 13 aprile | Monte Carlo Easter Tournament 1936 Monte Carlo, Monte Carlo Singolare - Doppio               |                                       |                    |               |                     |
| 13 aprile | Melbury Hard Court Championships 1936 Melbury, Gran Bretagna Singolare - Doppio              | Bunny Henry Austin 5-7 6-3 6-1        | Nigel Sharpe       |               |                     |
| 13 aprile | Melbury Hard Court Championships 1936 Melbury, Gran Bretagna Singolare - Doppio              |                                       |                    |               |                     |
| 14 aprile | Felixstowe Hard Court Championships 1936 Felixstowe, Gran Bretagna Singolare - Doppio        | Eikishi Itoh 10-8 6-3                 | Ronald Shayes      |               |                     |
| 14 aprile | Felixstowe Hard Court Championships 1936 Felixstowe, Gran Bretagna Singolare - Doppio        |                                       |                    |               |                     |
| 15 aprile | Torneo di Casablanca 1936 Casablanca, Marocco Singolare - Doppio                             | Christian Boussus 6-4 6-0 6-2         | Jean Le Sueur      |               |                     |
| 15 aprile | Torneo di Casablanca 1936 Casablanca, Marocco Singolare - Doppio                             |                                       |                    |               |                     |
| 20 aprile | Mason & Dixon Trophy 1936 White Sulphur Springs, USA Singolare - Doppio                      | Bryan Grant 2-6 4-6 6-3 6-0 6-4       | Don Budge          |               |                     |
| 20 aprile | Mason & Dixon Trophy 1936 White Sulphur Springs, USA Singolare - Doppio                      |                                       |                    |               |                     |
| 20 aprile | North & South Championships 1936 Pinehurst, USA Singolare - Doppio                           | Don Budge 6-0 6-0 6-1                 | Harold Surface     |               |                     |
| 20 aprile | North & South Championships 1936 Pinehurst, USA Singolare - Doppio                           |                                       |                    |               |                     |
| 27 aprile | Ojai Valley Championships 1936 Ojai, USA Singolare - Doppio                                  | Jack Tidball 6-3 6-4                  | Wayne Sabin        |               |                     |
| 27 aprile | Ojai Valley Championships 1936 Ojai, USA Singolare - Doppio                                  |                                       |                    |               |                     |
| 27 aprile | British Hard Court Championships 1936 Bournemouth, Gran Bretagna Singolare - Doppio          | Fred Perry 6-2 8-6 6-3                | Bunny Henry Austin |               |                     |
| 27 aprile | British Hard Court Championships 1936 Bournemouth, Gran Bretagna Singolare - Doppio          |                                       |                    |               |                     |

### Maggio
| Settimana | Torneo                                                                                | Vincitore                                  | Finalista                | Semifinalisti | Eliminati ai quarti |
| --------- | ------------------------------------------------------------------------------------- | ------------------------------------------ | ------------------------ | ------------- | ------------------- |
| 3 maggio  | Austrian International Championships 1936 Vienna, Austria Singolare - Doppio          | Adam Baworowski 3-6 6-1 1-6 6-3 6-1        | Franz-Wilhelm Matejka    |               |                     |
| 3 maggio  | Austrian International Championships 1936 Vienna, Austria Singolare - Doppio          |                                            |                          |               |                     |
| 4 maggio  | Hurlingham Hard Court Championships 1936 Hurlingham, Gran Bretagna Singolare - Doppio | John Olliff 6-1 6-3                        | Lawrence Shaffi          |               |                     |
| 4 maggio  | Hurlingham Hard Court Championships 1936 Hurlingham, Gran Bretagna Singolare - Doppio |                                            |                          |               |                     |
| 12 maggio | Southern California Championships 1936 Los Angeles, USA Cemento Singolare - Doppio    | Bobby Riggs 6-4 6-1 7-5                    | Chales Carr              |               |                     |
| 12 maggio | Southern California Championships 1936 Los Angeles, USA Cemento Singolare - Doppio    |                                            |                          |               |                     |
| 17 maggio | Mexican Championships 1936 Città del Messico, Messico Singolare - Doppio              | Ricardo Tapia 6-2 6-2 6-1                  | Daniel Hernández         |               |                     |
| 17 maggio | Mexican Championships 1936 Città del Messico, Messico Singolare - Doppio              |                                            |                          |               |                     |
| 18 maggio | Surrey Championships 1936 Surbiton, Gran Bretagna Singolare - Doppio                  | Cam Malfroy 6-2 9-11 6-0                   | Harry G. Lee             |               |                     |
| 18 maggio | Surrey Championships 1936 Surbiton, Gran Bretagna Singolare - Doppio                  |                                            |                          |               |                     |
| 21 maggio | Queen's Club Hard Court Championships 1936 Londra, Gran Bretagna Singolare - Doppio   | John Olliff 7-5 6-0                        | Clarence Medlycott Jones |               |                     |
| 21 maggio | Queen's Club Hard Court Championships 1936 Londra, Gran Bretagna Singolare - Doppio   |                                            |                          |               |                     |
| 25 maggio | Middlesex Championships 1936 Chiswick Park, Gran Bretagna Singolare - Doppio          | D.N. Jones 6-4 6-2                         | Clarence Medlycott Jones |               |                     |
| 25 maggio | Middlesex Championships 1936 Chiswick Park, Gran Bretagna Singolare - Doppio          |                                            |                          |               |                     |
| 29 maggio | The Priory 1936 Birmingham, Gran Bretagna Singolare - Doppio                          | Charles Hare Alan Stedman titolo condiviso |                          |               |                     |
| 29 maggio | The Priory 1936 Birmingham, Gran Bretagna Singolare - Doppio                          |                                            |                          |               |                     |
| 31 maggio | Brooklyn Championships 1936 New York, USA Singolare - Doppio                          | Leonard Hartman 6-0 6-4 6-2                | Gregory Mangin           |               |                     |
| 31 maggio | Brooklyn Championships 1936 New York, USA Singolare - Doppio                          |                                            |                          |               |                     |

### Giugno
| Settimana | Torneo                                                                               | Vincitore                                      | Finalista                 | Semifinalisti | Eliminati ai quarti |
| --------- | ------------------------------------------------------------------------------------ | ---------------------------------------------- | ------------------------- | ------------- | ------------------- |
| giugno    | Victorian Hard Court Championships 1936 Melbourne, Australia Singolare - Doppio      | Harry Hopman                                   |                           |               |                     |
| giugno    | Victorian Hard Court Championships 1936 Melbourne, Australia Singolare - Doppio      |                                                |                           |               |                     |
| giugno    | Berlin Championships 1936 (Red White Club) Berlino, Germania Singolare - Doppio      | Gottfried von Cramm 6-3 4-6 6-4 3-6 6-2        | Henner Henkel             |               |                     |
| giugno    | Berlin Championships 1936 (Red White Club) Berlino, Germania Singolare - Doppio      |                                                |                           |               |                     |
| 1º giugno | Torneo di Saint George's Hill 1936 Weybridge, Gran Bretagna Singolare - Doppio       | Harry G. Lee 4-6 6-3 6-0                       | Ted Avory                 |               |                     |
| 1º giugno | Torneo di Saint George's Hill 1936 Weybridge, Gran Bretagna Singolare - Doppio       |                                                |                           |               |                     |
| 1º giugno | Internazionali di Francia 1936 Parigi, Francia Terra rossa Singolare - Doppio        | Gottfried von Cramm 6-0 2-6 6-2 2-6 6-0        | Fred Perry                |               |                     |
| 1º giugno | Internazionali di Francia 1936 Parigi, Francia Terra rossa Singolare - Doppio        | Jean Borotra Marcel Bernard 6-2, 3-6, 9-7, 6-1 | Charles Tuckey Pat Hughes |               |                     |
| 1º giugno | Torneo di Liverpool 1936 Liverpool, Gran Bretagna Singolare - Doppio                 | Jack Chamberlain 1-6 6-3 6-0                   | Foulis                    |               |                     |
| 1º giugno | Torneo di Liverpool 1936 Liverpool, Gran Bretagna Singolare - Doppio                 |                                                |                           |               |                     |
| 1º giugno | Torneo di Harpenden 1936 Harpenden, Gran Bretagna Singolare - Doppio                 | D.N. Jones 6-19-7                              | Pao-Hua Lum               |               |                     |
| 1º giugno | Torneo di Harpenden 1936 Harpenden, Gran Bretagna Singolare - Doppio                 |                                                |                           |               |                     |
| 1º giugno | West of England Championships 1936 Bristol, Gran Bretagna Singolare - Doppio         | Cam Malfroy 4-6 6-0 6-4 6-4                    | Robert Tinkler            |               |                     |
| 1º giugno | West of England Championships 1936 Bristol, Gran Bretagna Singolare - Doppio         |                                                |                           |               |                     |
| 2 giugno  | Del Monte Championships 1936 Del Monte, USA Singolare - Doppio                       | John Law 7-5 6-3                               | Walter Senior             |               |                     |
| 2 giugno  | Del Monte Championships 1936 Del Monte, USA Singolare - Doppio                       |                                                |                           |               |                     |
| 6 giugno  | Metropolitan Clay Court Championships 1936 New York, USA Singolare - Doppio          | Leonard Hartman 5-7 6-4 6-4 7-5                | Haber                     |               |                     |
| 6 giugno  | Metropolitan Clay Court Championships 1936 New York, USA Singolare - Doppio          |                                                |                           |               |                     |
| 8 giugno  | Missouri Valley Championships 1936 Kansas City, USA Terra rossa Singolare - Doppio   | Bobby Riggs 6-3 6-2 6-1                        | Wilmer Hines              |               |                     |
| 8 giugno  | Missouri Valley Championships 1936 Kansas City, USA Terra rossa Singolare - Doppio   |                                                |                           |               |                     |
| 8 giugno  | New England Championships 1936 Hartford, USA Singolare - Doppio                      | Barnard Welsh 3-6 7-5 6-3 1-6 6-4              | William B. Reese          |               |                     |
| 8 giugno  | New England Championships 1936 Hartford, USA Singolare - Doppio                      |                                                |                           |               |                     |
| 8 giugno  | Kent Championships 1936 Beckenham, Gran Bretagna Singolare - Doppio                  | D.N. Jones 11-9 6-3                            | Frank H.D. Wilde          |               |                     |
| 8 giugno  | Kent Championships 1936 Beckenham, Gran Bretagna Singolare - Doppio                  |                                                |                           |               |                     |
| 13 giugno | U.S. Men's Clay Court Championships 1936 Chicago, USA Terra rossa Singolare - Doppio | Bobby Riggs 6-1 6-8 6-4                        | Frank Andrew Parker       |               |                     |
| 13 giugno | U.S. Men's Clay Court Championships 1936 Chicago, USA Terra rossa Singolare - Doppio | Bobby Riggs Wayne Sabin                        |                           |               |                     |
| 15 giugno | Delaware State Championships 1936 Wilmington, USA Singolare - Doppio                 | Gabriel Lavine 10-8 7-5 7-5                    | Robert Underwood          |               |                     |
| 15 giugno | Delaware State Championships 1936 Wilmington, USA Singolare - Doppio                 |                                                |                           |               |                     |
| 20 giugno | Pennsylvania & Eastern States Championships 1936 Filadelfia, USA Singolare - Doppio  | Gabriel Lavine 3-6 12-10 6-2 6-2               | Gilbert A. Hunt           |               |                     |
| 20 giugno | Pennsylvania & Eastern States Championships 1936 Filadelfia, USA Singolare - Doppio  |                                                |                           |               |                     |
| 15 giugno | New Jersey State Championships 1936 Montclair, USA Singolare - Doppio                | Frank Bowden 6-3 6-2 6-3                       | Leonard Hartman           |               |                     |
| 15 giugno | New Jersey State Championships 1936 Montclair, USA Singolare - Doppio                |                                                |                           |               |                     |
| 15 giugno | Southern Championships 1936 Memphis, USA Singolare - Doppio                          | Ernest Sutter 1-6 6-3 6-3 6-4                  | Charles Russell Harris    |               |                     |
| 15 giugno | Southern Championships 1936 Memphis, USA Singolare - Doppio                          |                                                |                           |               |                     |
| 15 giugno | Queen's Club Championships 1936 Londra, Gran Bretagna Erba Singolare - Doppio        | Don Budge 6-4 6-3                              | David P. Jones            |               |                     |
| 15 giugno | Queen's Club Championships 1936 Londra, Gran Bretagna Erba Singolare - Doppio        |                                                |                           |               |                     |
| 20 giugno | Long Beach Invitational 1936 Long Beach, USA Singolare - Doppio                      | Gerald Bartosh 6-4 4-6 6-0 2-6 6-3             | Jack Tidball              |               |                     |
| 20 giugno | Long Beach Invitational 1936 Long Beach, USA Singolare - Doppio                      |                                                |                           |               |                     |
| 20 giugno | Tri-State Championships 1936 Cincinnati, USA Terra rossa Singolare - Doppio          | Bobby Riggs 6-1 6-3 6-1                        | Charles Russell Harris    |               |                     |
| 20 giugno | Tri-State Championships 1936 Cincinnati, USA Terra rossa Singolare - Doppio          | John McDiarmid Eugene McCauliff 6-3, 6-3, 7-5  | Bobby Riggs Wayne Sabin   |               |                     |
| 22 giugno | Richmond County Clay Court Championships 1936 New York, USA Singolare - Doppio       | Leonard Hartman 6-2 6-4 4-6 2-6 6-2            | Frank Bowden              |               |                     |
| 22 giugno | Richmond County Clay Court Championships 1936 New York, USA Singolare - Doppio       |                                                |                           |               |                     |
| 22 giugno | Wisconsin State Championships 1936 Milwaukee, USA Singolare - Doppio                 | Frank Andrew Parker 6-1 6-3 6-1                | R. Murphy                 |               |                     |
| 22 giugno | Wisconsin State Championships 1936 Milwaukee, USA Singolare - Doppio                 |                                                |                           |               |                     |
| 23 giugno | California State Championships 1936 Berkeley, USA Singolare - Doppio                 | Walter Senior 6-1 6-2 3-6 6-4                  | Joseph R. Hunt            |               |                     |
| 23 giugno | California State Championships 1936 Berkeley, USA Singolare - Doppio                 |                                                |                           |               |                     |
| 29 giugno | Rhode Island State Championships 1936 Providence, USA Singolare - Doppio             | Rericha 6-4 6-3 6-4                            | Horton                    |               |                     |
| 29 giugno | Rhode Island State Championships 1936 Providence, USA Singolare - Doppio             |                                                |                           |               |                     |
| 29 giugno | Middle States Championships 1936 Pittsburgh, USA Singolare - Doppio                  | Barnard Welsh 3-6 4-6 8-6 7-5 6-1              | Arthur H. Hendrix         |               |                     |
| 29 giugno | Middle States Championships 1936 Pittsburgh, USA Singolare - Doppio                  |                                                |                           |               |                     |
| 29 giugno | Coronado Invitational 1936 Coronado Beach, USA Singolare - Doppio                    | Francis Shields 6-1 4-6 6-1                    | Jack Knemeyer             |               |                     |
| 29 giugno | Coronado Invitational 1936 Coronado Beach, USA Singolare - Doppio                    |                                                |                           |               |                     |

### Luglio
| Settimana | Torneo                                                                                           | Vincitore                                         | Finalista                                                                               | Semifinalisti                                                                                   | Eliminati ai quarti |
| --------- | ------------------------------------------------------------------------------------------------ | ------------------------------------------------- | --------------------------------------------------------------------------------------- | ----------------------------------------------------------------------------------------------- | ------------------- |
| 1º luglio | Nassau Bowl 1936 Glen Cove, USA Singolare - Doppio                                               | Bobby Riggs 9-7 6-2 5-7 6-3                       | Gregory Mangin                                                                          |                                                                                                 |                     |
| 1º luglio | Nassau Bowl 1936 Glen Cove, USA Singolare - Doppio                                               |                                                   |                                                                                         |                                                                                                 |                     |
| 4 luglio  | Torneo di Wimbledon 1936 Londra, Gran Bretagna Erba Singolare - Doppio                           | Fred Perry 6-1 6-1 6-0                            | Gottfried von Cramm                                                                     |                                                                                                 |                     |
| 4 luglio  | Torneo di Wimbledon 1936 Londra, Gran Bretagna Erba Singolare - Doppio                           | Pat Hughes Raymond Tuckey 6-4, 3-6, 7-9, 6-1, 6-4 | Charles Hare Frank Wilde                                                                |                                                                                                 |                     |
| 5 luglio  | Kentucky State Championships 1936 Louisville, USA Singolare - Doppio                             | Charles Russell Harris 10-8 6-4 6-0               | John McDiarmid                                                                          |                                                                                                 |                     |
| 5 luglio  | Kentucky State Championships 1936 Louisville, USA Singolare - Doppio                             |                                                   |                                                                                         |                                                                                                 |                     |
| 6 luglio  | French Pro Championships 1936 Parigi, Francia Terra rossa Singolare - Doppio                     | Henri Cochet 6–3, 6–1, 6–1                        | Robert Ramillon                                                                         |                                                                                                 |                     |
| 6 luglio  | French Pro Championships 1936 Parigi, Francia Terra rossa Singolare - Doppio                     | Henri Cochet Albert Burke 3 set a 1               | Martin Plaa Robert Ramillon                                                             |                                                                                                 |                     |
| 6 luglio  | Spring Lake Invitation 1936 Spring Lake, USA Singolare - Doppio                                  | Frank Andrew Parker 6-2 6-4 7-5                   | Bobby Riggs                                                                             |                                                                                                 |                     |
| 6 luglio  | Spring Lake Invitation 1936 Spring Lake, USA Singolare - Doppio                                  |                                                   |                                                                                         |                                                                                                 |                     |
| 6 luglio  | Mid-Dixie Championships 1936 Spartanburg, USA Singolare - Doppio                                 | Ernest Sutter 6-3 6-8 3-6 6-4 6-3                 | Ramsey D. Potts jr                                                                      |                                                                                                 |                     |
| 6 luglio  | Mid-Dixie Championships 1936 Spartanburg, USA Singolare - Doppio                                 |                                                   |                                                                                         |                                                                                                 |                     |
| 6 luglio  | Dutch International Championships 1936 Noordwijk, Paesi Bassi Terra rossa Singolare - Doppio     | Giorgio De Stefani 6-1 6-3 6-4                    | Sin-Khie Kho                                                                            |                                                                                                 |                     |
| 6 luglio  | Dutch International Championships 1936 Noordwijk, Paesi Bassi Terra rossa Singolare - Doppio     |                                                   |                                                                                         |                                                                                                 |                     |
| 6 luglio  | East of England Championships 1936 Felixstowe, Gran Bretagna Singolare - Doppio                  | Colin N.O. Ritchie 6-4 6-3                        | Eikishi Itoh                                                                            |                                                                                                 |                     |
| 6 luglio  | East of England Championships 1936 Felixstowe, Gran Bretagna Singolare - Doppio                  |                                                   |                                                                                         |                                                                                                 |                     |
| 6 luglio  | Midland Counties Championships 1936 Edgbaston, Gran Bretagna Singolare - Doppio                  | Cam Malfroy Alan Stedman titolo condiviso         |                                                                                         |                                                                                                 |                     |
| 6 luglio  | Midland Counties Championships 1936 Edgbaston, Gran Bretagna Singolare - Doppio                  |                                                   |                                                                                         |                                                                                                 |                     |
| 7 luglio  | Irish Championships 1936 Dublino, Irlanda Singolare - Doppio                                     | George Lyttleton Rogers 6-3 6-2 6-1               | Robert Mulliken                                                                         |                                                                                                 |                     |
| 7 luglio  | Irish Championships 1936 Dublino, Irlanda Singolare - Doppio                                     |                                                   |                                                                                         |                                                                                                 |                     |
| 11 luglio | Eastern Clay Court Championships 1936 Jackson Heights, USA Terra rossa Singolare - Doppio        | Bobby Riggs 6-3 6-0 6-4                           | John Law                                                                                |                                                                                                 |                     |
| 11 luglio | Eastern Clay Court Championships 1936 Jackson Heights, USA Terra rossa Singolare - Doppio        |                                                   |                                                                                         |                                                                                                 |                     |
| 11 luglio | Southport Pro Championships 1936 Southport, Gran Bretagna Terra rossa Singolare - Doppio         | Hans Nüsslein Round Robin                         | Henri Cochet Robert Ramillon Martin Plaa                                                | Eliminazione diretta Bill Tilden Albert Burke Lester Stoefen Alfred Jean Estrabeau Edmund Burke |                     |
| 11 luglio | Southport Pro Championships 1936 Southport, Gran Bretagna Terra rossa Singolare - Doppio         | Henri Cochet Robert Ramillon Round Robin          | Lester Stoefen Bill Tilden Albert Burke Hans Nüsslein Alfred Jean Estrabeau Martin Plaa | Eliminazione diretta Bill Tilden Albert Burke Lester Stoefen Alfred Jean Estrabeau Edmund Burke |                     |
| 12 luglio | Lake Shore Court Championships 1936 Lake Arrowhead, USA Singolare - Doppio                       | Francis Shields 8-6 6-4                           | Dolf Muehleisen                                                                         |                                                                                                 |                     |
| 12 luglio | Lake Shore Court Championships 1936 Lake Arrowhead, USA Singolare - Doppio                       |                                                   |                                                                                         |                                                                                                 |                     |
| 13 luglio | Delaware State Championships 1936 Wilmington, USA Singolare - Doppio                             | Gabriel Lavine 10-8 7-5 7-5                       | Robert Underwood                                                                        |                                                                                                 |                     |
| 13 luglio | Delaware State Championships 1936 Wilmington, USA Singolare - Doppio                             |                                                   |                                                                                         |                                                                                                 |                     |
| 13 luglio | Washington State Championships 1936 Seattle, USA Singolare - Doppio                              | John Murio 6-3 7-5 6-0                            | Paul Bennett                                                                            |                                                                                                 |                     |
| 13 luglio | Washington State Championships 1936 Seattle, USA Singolare - Doppio                              |                                                   |                                                                                         |                                                                                                 |                     |
| 13 luglio | Oregon State Championships 1936 Portland, USA Singolare - Doppio                                 | Elwood Cooke 6-4 6-2 6-0                          | Sam Lee                                                                                 |                                                                                                 |                     |
| 13 luglio | Oregon State Championships 1936 Portland, USA Singolare - Doppio                                 |                                                   |                                                                                         |                                                                                                 |                     |
| 13 luglio | Welsh Championships 1936 Newport, Gran Bretagna Singolare - Doppio                               | Cam Malfroy Alan Stedman titolo condiviso         |                                                                                         |                                                                                                 |                     |
| 13 luglio | Welsh Championships 1936 Newport, Gran Bretagna Singolare - Doppio                               |                                                   |                                                                                         |                                                                                                 |                     |
| 13 luglio | Northern Championships 1936 Manchester, Gran Bretagna Singolare - Doppio                         | Charles Hare 6-4 5-7 6-4                          | D.N. Jones                                                                              |                                                                                                 |                     |
| 13 luglio | Northern Championships 1936 Manchester, Gran Bretagna Singolare - Doppio                         |                                                   |                                                                                         |                                                                                                 |                     |
| 13 luglio | Torneo di Frinton-on-Sea 1936 Frinton-on-Sea, Gran Bretagna Singolare - Doppio                   | Merriman Cuninggim 6-3 6-1                        | Colin N.O. Ritchie                                                                      |                                                                                                 |                     |
| 13 luglio | Torneo di Frinton-on-Sea 1936 Frinton-on-Sea, Gran Bretagna Singolare - Doppio                   |                                                   |                                                                                         |                                                                                                 |                     |
| 13 luglio | Colorado State Championships 1936 Denver, USA Singolare - Doppio                                 | Charles Russell Harris 6-3 4-6 4-6 8-6 6-1        | Joseph Raphael Hunt                                                                     |                                                                                                 |                     |
| 13 luglio | Colorado State Championships 1936 Denver, USA Singolare - Doppio                                 |                                                   |                                                                                         |                                                                                                 |                     |
| 18 luglio | U.S. Pro Tennis Championships 1936 Tudor City, USA Terra rossa Singolare - Doppio                | Joe Whalen 4-6, 4-6, 6-3, 6-2, 6-3                | Charlie Wood                                                                            |                                                                                                 |                     |
| 18 luglio | U.S. Pro Tennis Championships 1936 Tudor City, USA Terra rossa Singolare - Doppio                | Charlie Wood Harold Blauer                        | William Ellis Bill Kenney                                                               |                                                                                                 |                     |
| 19 luglio | Utah State Championships 1936 Salt Lake City, USA Singolare - Doppio                             | Charles Russell Harris 6-4 6-4 6-1                | Jack Tidball                                                                            |                                                                                                 |                     |
| 19 luglio | Utah State Championships 1936 Salt Lake City, USA Singolare - Doppio                             |                                                   |                                                                                         |                                                                                                 |                     |
| 19 luglio | Michigan State Championships 1936 Saginaw, USA Singolare - Doppio                                | Clifford Sutter 4-6 6-2 0-6 6-3 6-1               | Carl Fischer                                                                            |                                                                                                 |                     |
| 19 luglio | Michigan State Championships 1936 Saginaw, USA Singolare - Doppio                                |                                                   |                                                                                         |                                                                                                 |                     |
| 20 luglio | Pacific Northwest Championships 1936 Tacoma, USA Singolare - Doppio                              | John Murio 10-8 6-2 7-5                           | Paul Bennett                                                                            |                                                                                                 |                     |
| 20 luglio | Pacific Northwest Championships 1936 Tacoma, USA Singolare - Doppio                              |                                                   |                                                                                         |                                                                                                 |                     |
| 20 luglio | Torneo di La Jolla 1936 La Jolla, USA Singolare - Doppio                                         | Gerald Bartosh 6-4 6-3 5-7 8-6                    | Bernie Coghlan                                                                          |                                                                                                 |                     |
| 20 luglio | Torneo di La Jolla 1936 La Jolla, USA Singolare - Doppio                                         |                                                   |                                                                                         |                                                                                                 |                     |
| 20 luglio | Longwood Bowl 1936 Brookline, USA Singolare - Doppio                                             | Frank Andrew Parker 6-2 2-6 6-3 7-5               | Bobby Riggs                                                                             |                                                                                                 |                     |
| 20 luglio | Longwood Bowl 1936 Brookline, USA Singolare - Doppio                                             |                                                   |                                                                                         |                                                                                                 |                     |
| 22 luglio | Torneo di Sheffield & Hallamshire 1936 Sheffield & Hallamshire, Gran Bretagna Singolare - Doppio | Cam Malfroy 6-0 1-6 6-2                           | Alan Stedman                                                                            |                                                                                                 |                     |
| 22 luglio | Torneo di Sheffield & Hallamshire 1936 Sheffield & Hallamshire, Gran Bretagna Singolare - Doppio |                                                   |                                                                                         |                                                                                                 |                     |
| 25 luglio | Ontario Championships 1936 Toronto, Canada Singolare - Doppio                                    | R Wilson 5-7 6-3 6-3 6-1                          | Marcel Rainville                                                                        |                                                                                                 |                     |
| 25 luglio | Ontario Championships 1936 Toronto, Canada Singolare - Doppio                                    |                                                   |                                                                                         |                                                                                                 |                     |
| 25 luglio | New Orleans City Championships 1936 New Orleans, USA Singolare - Doppio                          | Ernest Sutter 6-3 6-2 6-1                         | Mike J. McLaney                                                                         |                                                                                                 |                     |
| 25 luglio | New Orleans City Championships 1936 New Orleans, USA Singolare - Doppio                          |                                                   |                                                                                         |                                                                                                 |                     |
| 27 luglio | Northumberland Championships 1936 Newcastle, Gran Bretagna Singolare - Doppio                    | Cam Malfroy 6-4 6-1                               | Colin N.O. Ritchie                                                                      |                                                                                                 |                     |
| 27 luglio | Northumberland Championships 1936 Newcastle, Gran Bretagna Singolare - Doppio                    |                                                   |                                                                                         |                                                                                                 |                     |
| 28 luglio | Seabright Invitational 1936 Seabright, USA Singolare - Doppio                                    | John McDiarmid 9-7 6-2 6-2                        | Joseph R. Hunt                                                                          |                                                                                                 |                     |
| 28 luglio | Seabright Invitational 1936 Seabright, USA Singolare - Doppio                                    |                                                   |                                                                                         |                                                                                                 |                     |

### Agosto
| Settimana | Torneo                                                                            | Vincitore                                            | Finalista                    | Semifinalisti | Eliminati ai quarti |
| --------- | --------------------------------------------------------------------------------- | ---------------------------------------------------- | ---------------------------- | ------------- | ------------------- |
| agosto    | British Pro Championships 1936 Eastbourne, Gran Bretagna Singolare - Doppio       | Dan Maskell                                          |                              |               |                     |
| agosto    | British Pro Championships 1936 Eastbourne, Gran Bretagna Singolare - Doppio       |                                                      |                              |               |                     |
| agosto    | Swiss International Championships 1936 Lucerna, Svizzera Singolare - Doppio       | Giorgio De Stefani 6-1 2-6 2-6 6-4 6-4               | Sin-Khie Kho                 |               |                     |
| agosto    | Swiss International Championships 1936 Lucerna, Svizzera Singolare - Doppio       |                                                      |                              |               |                     |
| agosto    | Torneo di Baden-Baden 1936 Baden Baden, Germania Singolare - Doppio               | Henner Henkel 5-7 6-2 7-5 2-6 7-5                    | Adam Baworowski              |               |                     |
| agosto    | Torneo di Baden-Baden 1936 Baden Baden, Germania Singolare - Doppio               |                                                      |                              |               |                     |
| 2 agosto  | Swedish International Championships 1936 Båstad, Svezia Singolare - Doppio        | Adam Baworowski 6-2 4-6 6-4 6-3                      | Johan Haanes                 |               |                     |
| 2 agosto  | Swedish International Championships 1936 Båstad, Svezia Singolare - Doppio        |                                                      |                              |               |                     |
| 3 agosto  | Hampshire Championships 1936 Bournemouth, Gran Bretagna Singolare - Doppio        | Adrian Quist 6-2 6-0                                 | Clifford Sproule             |               |                     |
| 3 agosto  | Hampshire Championships 1936 Bournemouth, Gran Bretagna Singolare - Doppio        |                                                      |                              |               |                     |
| 3 agosto  | Canadian Championships 1936 Vancouver, Canada Singolare - Doppio                  | Jack Tidball 8-6 6-3 6-2                             | John Murio                   |               |                     |
| 3 agosto  | Canadian Championships 1936 Vancouver, Canada Singolare - Doppio                  | Charles Church Jack Tidbal 4-6, 4-6, 6-1, 14-12, 6-4 | Verne Hughes Bob Hippenstiel |               |                     |
| 3 agosto  | Southampton Invitation 1936 Southampton, USA Singolare - Doppio                   | Frank Andrew Parker 1-6 6-1 6-2 6-0                  | Gregory Mangin               |               |                     |
| 3 agosto  | Southampton Invitation 1936 Southampton, USA Singolare - Doppio                   |                                                      |                              |               |                     |
| 3 agosto  | Suffolk Championships 1936 Saxmundham, Gran Bretagna Singolare - Doppio           | Jack Deloford 6-2 6-1                                | J. Pearce                    |               |                     |
| 3 agosto  | Suffolk Championships 1936 Saxmundham, Gran Bretagna Singolare - Doppio           |                                                      |                              |               |                     |
| 10 agosto | Eastern Grass Court Championships 1936 Rye, USA Erba Singolare - Doppio           | Don Budge 6-8 6-2 6-4 6-3                            | Bobby Riggs                  |               |                     |
| 10 agosto | Eastern Grass Court Championships 1936 Rye, USA Erba Singolare - Doppio           |                                                      |                              |               |                     |
| 10 agosto | Ohio Valley Championships 1936 Cincinnati, USA Singolare - Doppio                 | Don McNeill 8-6 4-6 6-1                              | Ernest Sutter                |               |                     |
| 10 agosto | Ohio Valley Championships 1936 Cincinnati, USA Singolare - Doppio                 |                                                      |                              |               |                     |
| 10 agosto | Western Championships 1936 Cincinnati, USA Singolare - Doppio                     | Ernest Sutter 6-4 6-0 6-3                            | Julius Heldman               |               |                     |
| 10 agosto | Western Championships 1936 Cincinnati, USA Singolare - Doppio                     |                                                      |                              |               |                     |
| 10 agosto | Derbyshire Championships 1936 Buxton, Gran Bretagna Singolare - Doppio            | Adrian Quist 6-2 6-4                                 | Jack Deloford                |               |                     |
| 10 agosto | Derbyshire Championships 1936 Buxton, Gran Bretagna Singolare - Doppio            |                                                      |                              |               |                     |
| 17 agosto | North of England Championships 1936 Scarborough, Gran Bretagna Singolare - Doppio | Adrian Quist 6-1 6-4 6-2                             | Charles Hare                 |               |                     |
| 17 agosto | North of England Championships 1936 Scarborough, Gran Bretagna Singolare - Doppio |                                                      |                              |               |                     |
| 17 agosto | Newport Casino Trophy 1936 Newport, USA Erba Singolare - Doppio                   | Bobby Riggs 8-6 6-4 8-10 3-6 6-1                     | Frank Andrew Parker          |               |                     |
| 17 agosto | Newport Casino Trophy 1936 Newport, USA Erba Singolare - Doppio                   |                                                      |                              |               |                     |
| 17 agosto | Charlevoix Riviera Tournament 1936 Charlevoix, USA Singolare - Doppio             | Ernest Sutter 6-4 6-1 4-6 6-2                        | Harris Coggeshall            |               |                     |
| 17 agosto | Charlevoix Riviera Tournament 1936 Charlevoix, USA Singolare - Doppio             |                                                      |                              |               |                     |
| 17 agosto | West Sussex Championships 1936 Bognor Regis, Gran Bretagna Singolare - Doppio     | Alan Stedman 6-4 6-0                                 | Cam Malfroy                  |               |                     |
| 17 agosto | West Sussex Championships 1936 Bognor Regis, Gran Bretagna Singolare - Doppio     |                                                      |                              |               |                     |
| 22 agosto | Torneo di Exmouth 1936 Exmouth, Gran Bretagna Singolare - Doppio                  | Pat Hughes 6-1 6-3                                   | Walter Michelmore            |               |                     |
| 22 agosto | Torneo di Exmouth 1936 Exmouth, Gran Bretagna Singolare - Doppio                  |                                                      |                              |               |                     |
| 24 agosto | Torneo di Hastings 1936 Hastings, Gran Bretagna Singolare - Doppio                | Alan Stedman 6-0 6-3                                 | Jack Deloford                |               |                     |
| 24 agosto | Torneo di Hastings 1936 Hastings, Gran Bretagna Singolare - Doppio                |                                                      |                              |               |                     |
| 24 agosto | Torneo di Deauville 1936 Deauville, Francia Singolare - Doppio                    | Marcel Bernard 5-7 4-6 8-6 7-5 6-2                   | Paul Féret                   |               |                     |
| 24 agosto | Torneo di Deauville 1936 Deauville, Francia Singolare - Doppio                    |                                                      |                              |               |                     |
| 24 agosto | Torneo di Carlisle 1936 Carlisle, Gran Bretagna Singolare - Doppio                | Cam Malfroy 6-2 4-6 6-4                              | Clarence Medlycott Jones     |               |                     |
| 24 agosto | Torneo di Carlisle 1936 Carlisle, Gran Bretagna Singolare - Doppio                |                                                      |                              |               |                     |
| 31 agosto | Torneo di Le Touquet 1936 Le Touquet, Francia Singolare - Doppio                  | Paul Féret walkover                                  | Jean Le Sueur                |               |                     |
| 31 agosto | Torneo di Le Touquet 1936 Le Touquet, Francia Singolare - Doppio                  |                                                      |                              |               |                     |
| 31 agosto | Cinque Ports Championships 1936 Folkestone, Gran Bretagna Singolare - Doppio      | Nigel Sharpe 6-8 6-2 6-0                             | John Pennycuick              |               |                     |
| 31 agosto | Cinque Ports Championships 1936 Folkestone, Gran Bretagna Singolare - Doppio      |                                                      |                              |               |                     |
| 31 agosto | Torneo di Bexhill-on-Sea 1936 Bexhill-on-Sea, Gran Bretagna Singolare - Doppio    | Alan Stedman 6-2 7-5                                 | Butler                       |               |                     |
| 31 agosto | Torneo di Bexhill-on-Sea 1936 Bexhill-on-Sea, Gran Bretagna Singolare - Doppio    |                                                      |                              |               |                     |

### Settembre
| Settimana    | Torneo                                                                                          | Vincitore                             | Finalista                      | Semifinalisti | Eliminati ai quarti |
| ------------ | ----------------------------------------------------------------------------------------------- | ------------------------------------- | ------------------------------ | ------------- | ------------------- |
| settembre    | Queensland Exhibition 1936 Brisbane, Australia Singolare - Doppio                               | John Bromwich 9-7 6-2 6-4             | Edgar Moon                     |               |                     |
| settembre    | Queensland Exhibition 1936 Brisbane, Australia Singolare - Doppio                               |                                       |                                |               |                     |
| settembre    | Yugoslavian International Championships 1936 Zagabria, Jugoslavia Singolare - Doppio            | Franjo Punčec 6-3 11-9 8-6            | André Martin Legeay            |               |                     |
| settembre    | Yugoslavian International Championships 1936 Zagabria, Jugoslavia Singolare - Doppio            |                                       |                                |               |                     |
| settembre    | Paris International Championships 1936 Parigi, Francia Singolare - Doppio                       | André Merlin 6-2 2-6 7-5 6-3          | André Martin Legeay            |               |                     |
| settembre    | Paris International Championships 1936 Parigi, Francia Singolare - Doppio                       |                                       |                                |               |                     |
| settembre    | Torneo di Merano 1936 Merano, Italia Singolare - Doppio                                         | Henner Henkel 6-3 6-3 6-2             | Georg von Metaxa               |               |                     |
| settembre    | Torneo di Merano 1936 Merano, Italia Singolare - Doppio                                         |                                       |                                |               |                     |
| 6 settembre  | Torneo di Venezia 1936 Venezia, Italia Singolare - Doppio                                       | Franjo Punčec 4-6 6-0 2-6 6-1 6-2     | Giovanni Palmieri              |               |                     |
| 6 settembre  | Torneo di Venezia 1936 Venezia, Italia Singolare - Doppio                                       |                                       |                                |               |                     |
| 7 settembre  | South of England Championships 1936 Eastbourne, Gran Bretagna Singolare - Doppio                | Pat Hughes 2-6 9-7 6-1                | Charles Hare                   |               |                     |
| 7 settembre  | South of England Championships 1936 Eastbourne, Gran Bretagna Singolare - Doppio                |                                       |                                |               |                     |
| 12 settembre | U.S. National Championships 1936 New York, USA Erba Singolare - Doppio                          | Fred Perry 2-6 6-2 8-6 1-6 10-8       | Don Budge                      |               |                     |
| 12 settembre | U.S. National Championships 1936 New York, USA Erba Singolare - Doppio                          | Don Budge Gene Mako 6-4, 6-2, 6-4     | Wilmer Allison John Van Ryn    |               |                     |
| 12 settembre | Pennsylvania State Clay Court Championships 1936 Allentown, USA Terra rossa Singolare - Doppio  | Bobby Riggs 6-4 7-5 6-3               | Gilbert Hall                   |               |                     |
| 12 settembre | Pennsylvania State Clay Court Championships 1936 Allentown, USA Terra rossa Singolare - Doppio  |                                       |                                |               |                     |
| 19 settembre | New Orleans Country Club Invitational 1936 New Orleans, USA Singolare - Doppio                  | Ernest Sutter 6-2 6-3 6-2             | Mike J. McLaney                |               |                     |
| 19 settembre | New Orleans Country Club Invitational 1936 New Orleans, USA Singolare - Doppio                  |                                       |                                |               |                     |
| 22 settembre | Pacific Southwest Championships 1936 Los Angeles, USA Cemento Singolare - Doppio                | Don Budge 6-2 4-6 6-2 6-3             | Fred Perry                     |               |                     |
| 22 settembre | Pacific Southwest Championships 1936 Los Angeles, USA Cemento Singolare - Doppio                |                                       |                                |               |                     |
| 27 settembre | Gleneagles Hard Court Championships 1936 Gleneagles, Gran Bretagna Singolare - Doppio           | Butler 6-4 6-3                        | Jack Lysaght                   |               |                     |
| 27 settembre | Gleneagles Hard Court Championships 1936 Gleneagles, Gran Bretagna Singolare - Doppio           |                                       |                                |               |                     |
| 27 settembre | German Pro Championships 1936 (Rot Weiss T.C.) Berlino, Germania Terra rossa Singolare - Doppio | Hans Nüsslein Round Robin             | Robert Ramillon E. Goritschnig |               |                     |
| 27 settembre | German Pro Championships 1936 (Rot Weiss T.C.) Berlino, Germania Terra rossa Singolare - Doppio | Pilo Facondi Perico Facondi 3 set a 2 | Hans Nüsslein Roman Najuch     |               |                     |

### Ottobre
| Settimana  | Torneo                                                                             | Vincitore                              | Finalista                | Semifinalisti | Eliminati ai quarti |
| ---------- | ---------------------------------------------------------------------------------- | -------------------------------------- | ------------------------ | ------------- | ------------------- |
| ottobre    | Torneo di Varese 1936 Varese, Italia Singolare - Doppio                            | Georg von Metaxa 6-3 6-3 6-8 2-6 12-10 | Valentino Taroni         |               |                     |
| ottobre    | Torneo di Varese 1936 Varese, Italia Singolare - Doppio                            |                                        |                          |               |                     |
| ottobre    | Dade County Championship 1936 Miami, USA Singolare - Doppio                        | Bobby Riggs 2-6 13-11 6-1 6-4          | Gardnar Mulloy           |               |                     |
| ottobre    | Dade County Championship 1936 Miami, USA Singolare - Doppio                        |                                        |                          |               |                     |
| ottobre    | Queensland Championships 1936 Brisbane, Australia Singolare - Doppio               | Vivian McGrath 6-2 7-5 6-2             | John Bromwich            |               |                     |
| ottobre    | Queensland Championships 1936 Brisbane, Australia Singolare - Doppio               |                                        |                          |               |                     |
| 5 ottobre  | Greenbrier Autumn Championships 1936 White Sulphur Springs, USA Singolare - Doppio | Gilbert Hall 6-1 6-2 11-9              | Frank Bowden             |               |                     |
| 5 ottobre  | Greenbrier Autumn Championships 1936 White Sulphur Springs, USA Singolare - Doppio |                                        |                          |               |                     |
| 5 ottobre  | Hot Springs Fall Championships 1936 Hot Springs, USA Singolare - Doppio            | Percy Lloyd Kynaston 6-3 6-1 6-4       | Hartford                 |               |                     |
| 5 ottobre  | Hot Springs Fall Championships 1936 Hot Springs, USA Singolare - Doppio            |                                        |                          |               |                     |
| 6 ottobre  | Pacific Coast Championships 1936 Berkeley, USA Cemento Singolare - Doppio          | Don Budge 6-1 6-0 6-3                  | Walter Senior            |               |                     |
| 6 ottobre  | Pacific Coast Championships 1936 Berkeley, USA Cemento Singolare - Doppio          | Don Budge Henry Culley 6-4, 9-7, 6-3   | Wayne Sabin Elwood Cooke |               |                     |
| 12 ottobre | British Covered Court Championships 1936 Londra, Gran Bretagna Singolare - Doppio  | Karl Schroder 8-6 6-1 9-7              | Jean Borotra             |               |                     |
| 12 ottobre | British Covered Court Championships 1936 Londra, Gran Bretagna Singolare - Doppio  |                                        |                          |               |                     |

### Novembre
| Settimana   | Torneo                                                                                           | Vincitore                               | Finalista              | Semifinalisti | Eliminati ai quarti |
| ----------- | ------------------------------------------------------------------------------------------------ | --------------------------------------- | ---------------------- | ------------- | ------------------- |
| novembre    | Coupe Albert Canet 1936 Parigi, Francia Singolare - Doppio                                       | Bernard Destremeau 6-3 7-5 11-9         | Jean Borotra           |               |                     |
| novembre    | Coupe Albert Canet 1936 Parigi, Francia Singolare - Doppio                                       |                                         |                        |               |                     |
| novembre    | Coupe Georges Cozon 1936 (Lyon Covered Court Championships) () Lione, Francia Singolare - Doppio | Karl Schroder 7-5 6-1 6-2               | Paul Féret             |               |                     |
| novembre    | Coupe Georges Cozon 1936 (Lyon Covered Court Championships) () Lione, Francia Singolare - Doppio |                                         |                        |               |                     |
| novembre    | Cuban Championships 1936 L'Avana, Cuba Singolare - Doppio                                        | Ricardo Morales 6-4 12-10 6-0           | Gustavo Vollmer-Ravelo |               |                     |
| novembre    | Cuban Championships 1936 L'Avana, Cuba Singolare - Doppio                                        |                                         |                        |               |                     |
| 17 novembre | Torneo di Torquay 1936 Torquay, Gran Bretagna Singolare - Doppio                                 | Harry G. Lee 6-4 6-0                    | Frank H.D. Wilde       |               |                     |
| 17 novembre | Torneo di Torquay 1936 Torquay, Gran Bretagna Singolare - Doppio                                 |                                         |                        |               |                     |
| 29 novembre | Lyon Covered Court Championships 1936 Lione, Francia Singolare - Doppio                          | Gottfried von Cramm 4-6 6-1 4-6 6-3 6-1 | Max Ellmer             |               |                     |
| 29 novembre | Lyon Covered Court Championships 1936 Lione, Francia Singolare - Doppio                          |                                         |                        |               |                     |

### Dicembre
| Settimana   | Torneo                                                                                | Vincitore                                | Finalista                 | Semifinalisti               | Eliminati ai quarti |
| ----------- | ------------------------------------------------------------------------------------- | ---------------------------------------- | ------------------------- | --------------------------- | ------------------- |
| Dicembre    | Coupe de Noel 1936 Parigi, Francia Singolare - Doppio                                 | Paul Féret 6-2 4-6 6-4 6-2               | Jean Le Sueur             |                             |                     |
| Dicembre    | Coupe de Noel 1936 Parigi, Francia Singolare - Doppio                                 |                                          |                           |                             |                     |
| Dicembre    | Victorian Championships 1936 Melbourne, Australia Singolare - Doppio                  | Adrian Quist 6-2 6-1 6-2                 | Don Turnbull              |                             |                     |
| Dicembre    | Victorian Championships 1936 Melbourne, Australia Singolare - Doppio                  |                                          |                           |                             |                     |
| 5 dicembre  | New South Wales Championships 1936 Sydney, Australia Singolare - Doppio               | Jack Crawford 6-4 3-6 1-6 11-9 6-2       | John Bromwich             | Adrian Quist Vivian McGrath |                     |
| 5 dicembre  | New South Wales Championships 1936 Sydney, Australia Singolare - Doppio               | Jack Crawford Vivian McGrath 8-6 6-2 9-7 | Adrian Quist Harry Hopman | Adrian Quist Vivian McGrath |                     |
| 28 dicembre | Sugar Bowl Invitation 2 1936 New Orleans, USA Singolare - Doppio                      | Frank Andrew Parker 7-5 6-2 7-5          | Bryan Grant               |                             |                     |
| 28 dicembre | Sugar Bowl Invitation 2 1936 New Orleans, USA Singolare - Doppio                      |                                          |                           |                             |                     |
| 29 dicembre | Southern California Mid-Winter Championships 1936 Los Angeles, USA Singolare - Doppio | Don Budge 6-4 6-4                        | Bobby Riggs               |                             |                     |
| 29 dicembre | Southern California Mid-Winter Championships 1936 Los Angeles, USA Singolare - Doppio |                                          |                           |                             |                     |

## Pro tour
Nel corso dell'anno si giocarono diversi tornei che facevano parte dei pro tour: un insieme di tornei composti da pochi partecipanti: da 2, 4 o 6 giocatori in cui i migliori tennisti si sfidavano in scontri diretti in varie località. Il vincitore del tour era il tennista che aveva un vantaggio nei testa a testa con gli altri giocatori.
| Data                   | Località    | Nome del tour      | Partecipanti                   |
| ---------------------- | ----------- | ------------------ | ------------------------------ |
| 11 gennaio - 11 maggio | Stati Uniti | U.S. Pro Tour 1936 | Ellsworth Vines Lesten Stoefen |
| ottobre - novembre     | Asia        | Asian Tour 1936    | Ellsworth Vines Bill Tilden    |